# Monistrol-sur-Loire
Monistrol-sur-Loire (latinsko Monasteriolum, okcitansko Monistròl) je naselje in občina v jugovzhodnem francoskem departmaju Haute-Loire regije Auvergne. Leta 2012 je naselje imelo 8.789 prebivalcev.

## Geografija
Kraj leži v pokrajini Velay ob reki Loari in njenem desnem pritoku Lignon du Velay, 46 km severovzhodno od Le Puy-en-Velaya.

## Uprava
Monistrol-sur-Loire je sedež istoimenskega kantona, v katerega so poleg njegove vključene še občine La Chapelle-d'Aurec, Saint-Maurice-de-Lignon in Les Villettes s 13.413 prebivalci (v letu 2012).
Kanton Monistrol-sur-Loire je sestavni del okrožja Yssingeaux.

## Zanimivosti
- grad Château des Évêques-du-Puy z grajskim vrtom iz 14. do 17. stoletja, prebivališče škofov Le Puy-en-Velaya vse do francoske revolucije, danes se v njem nahaja turistični urad, Zveza prijateljev gradu in lokalno zgodovinsko društvo, razstavni prostori, francoski zgodovinski spomenik od leta 1935,
- romanska cerkev sv. Marcelina iz 12. stoletja, zgodovinski spomenik od leta 1926,
- donjon, stražni stolp mestnih vrat porte de l'Arbret, ostalina nekdanjega mestnega obzidja.

## Pobratena mesta
- Monistrol de Montserrat (Katalonija, Španija);